# Hemiphanes montanum
Hemiphanes montanum är en stekelart som beskrevs av Rossem 1987. Hemiphanes montanum ingår i släktet Hemiphanes och familjen brokparasitsteklar. Inga underarter finns listade i Catalogue of Life.